# 马格洛讷新城站
马格洛讷新城站，是法国的一个铁路乘降所，位于法国南部小城马格洛讷新城附近。

## 位置
马格洛讷新城站位于马格洛讷新城市区西北。站址位于塔拉斯孔—塞特铁路84.310公里处，距离蒙彼利埃大约8公里。车站大致呈南北走向，开口朝东。

## 设施
马格洛讷新城站是一个无人看守的乘降所，没有人工售票窗口和任何售票设施，原有的站房已成为私有财产。在马格洛讷新城站上车的乘客需主动购票或使用通勤卡。此外，马格洛讷新城站的站内没有地下通道及人行天桥，前往上行方向（蒙彼利埃方向）的站台需横穿铁路正线，因此该站存在一定的安全隐患。

## 停靠线路
以下列车线路在马格洛讷新城站停靠：
| 马格洛讷新城站列车线路表                                             |      |                |               |              |
| 线路                                                                 | 车种 | 上一站         | 下一站        | 大致运行频率 |
| 阿维尼翁 马赛 尼姆/蒙彼利埃 — 纳博讷 佩皮尼昂/塞贝尔 卡尔卡松/图卢兹 | TER  | 蒙彼利埃圣罗克 | 维克-米尔瓦勒 | 每天6趟左右  |
| 1.                                                                   |      |                |               |              |

## 配套交通

### 长途客车
马格洛讷新城站附近暂无固定长途客运线路，当铁路线施工或罢工时，SNCF可能会提供临时途径沿线的大巴车。但由于马格洛讷新城站附近的道路较为狭窄，因此上下车地点可能会在马格洛讷新城市区内。

### 市内交通
马格洛讷新城站附近暂无城市公共交通线路。

### 社会车辆
马格洛讷新城站门口设有少量停车位。

## 临近车站
| 马格洛讷新城站（Gare de Villeneuve-lès-Maguelone） |                   |                 |
| 上行车站                                           | 线路              | 下行车站        |
| 蒙彼利埃圣罗克站                                   | 塔拉斯孔—塞特铁路 | 维克-米尔瓦勒站 |
| - 本表仅显示运营中的线路及车站                     |                   |                 |